# Liste der Naturdenkmale in Bad Sachsa
Die Liste der Naturdenkmale in Bad Sachsa nennt die Naturdenkmale in Bad Sachsa im Landkreis Göttingen in Niedersachsen.

## Naturdenkmale
| Bild                          | Bezeichnung                                     | Ort, Lage                                              | Beschreibung | Schutzzweck                                                                 | Nummer      |
| ----------------------------- | ----------------------------------------------- | ------------------------------------------------------ | --- | --------------------------------------------------------------------------- | ----------- |
| mehr Fotos \| Fotos hochladen | Branntweinseiche zwischen Osterhagen und Steina | Steina (51° 35′ 5,8″ N, 10° 30′ 32,6″ O)               | ca. 300 Jahre alte, eindrucksvolle Stiel-Eiche | von besonderer landschaftlicher Schönheit und Bedeutung für die Heimatkunde | ND OHA00019 |
| BW                            | Weingartenloch                                  | Steina (Bad Sachsa) (51° 34′ 56,6″ N, 10° 30′ 12,4″ O) | Karsthöhle im Erdfallgebiet südlich der Branntweinseiche |                                                                             | ND OHA00032 |
| Fotos hochladen               | Römerstein bei Nüxei                            | Nüxei (51° 34′ 33″ N, 10° 31′ 29,2″ O)                 | |                                                                             | ND OHA00033 |
| mehr Fotos \| Fotos hochladen | Sachsensteinklippen                             | Neuhof (Bad Sachsa) (51° 34′ 55,4″ N, 10° 34′ 51,6″ O) | Gipsklippen am Sachsenstein, bis zu 30 m hoch und 1 km lang |                                                                             | ND OHA00041 |
| Fotos hochladen               | Priesterstein mit Höhle bei Neuhof              | Neuhof (Bad Sachsa) (51° 34′ 36,4″ N, 10° 34′ 24″ O)   | Gipsfelsen mit steil abbrechender Nordwand mit einer Höhle. Die Priestersteinhöhle ist eine Laughöhle mit Formeninventar des Stillwassermilieus im Werraanhydrit. |                                                                             | ND OHA00047 |
| BW                            | Wittgeroder Moorwiese                           | Steina (Bad Sachsa) (51° 34′ 31,1″ N, 10° 30′ 27,4″ O) | Feuchtbiotop nordwestlich von Nüxei |                                                                             | ND OHA00076 |
| mehr Fotos \| Fotos hochladen | Pfaffenholzschwinde                             | Tettenborn (51° 34′ 27,1″ N, 10° 33′ 26,3″ O)          | Natürliche Schwinde im Gipskarst mit steil aufragendem Felsen |                                                                             | ND OHA00078 |
| mehr Fotos \| Fotos hochladen | Kleine Trogsteinschwinde bei Tettenborn Kolonie | Tettenborn (51° 34′ 30,9″ N, 10° 32′ 34,4″ O)          | Natürliche Schwinde im Gipskarst mit steiler Felswand |                                                                             | ND OHA00082 |

## Hinweis
Die Naturdenkmale in dieser Liste wurden so vom ehemaligen Landkreis Osterode am Harz verordnet.